# Travel Channel
Travel Channel (oprindeligt The Travel Channel fra 1987 til 1999) er en amerikansk tv-kanal, der ejes af Discovery Inc.. Kanalen distribueres via kabel-tv og satellit og har hovedsæde i Chevy Chase, Maryland.
Kanalen blev grundlagt i 1987. Indholdet er dokumentarprogrammer, reality, madprogrammer samt programmer om hoteller og rejsedestinationer såsom lande, byer og verdensdele. 
Siden 1994 har en britiskbaseret kanal, som har været sendt i hele Europa, haft samme navn uden at have nogen forbindelse til den amerikanske. Det blev dog ændret i 2012, da Scripps Networks Interactive købte kanalen. Siden har de to delt indhold. Travel Channels europæiske udgave distribueres herhjemme af blandt andet YouSee og Stofa. I juli 2017 blev det offentliggjort, at Discovery Communications vil købe Travel Channel, hvilket blev gennemført i 2018.